# Manettino
Il manettino è una piccola leva che consente il comando manuale di un congegno meccanico o elettrico.

## Etimologia
Il termine deriva dalle "manette", ovvero dai comandi manuali di freno, frizione e acceleratore, predisposti sulle autovetture e le motociclette all'inizio del XX secolo.

## Ciclismo

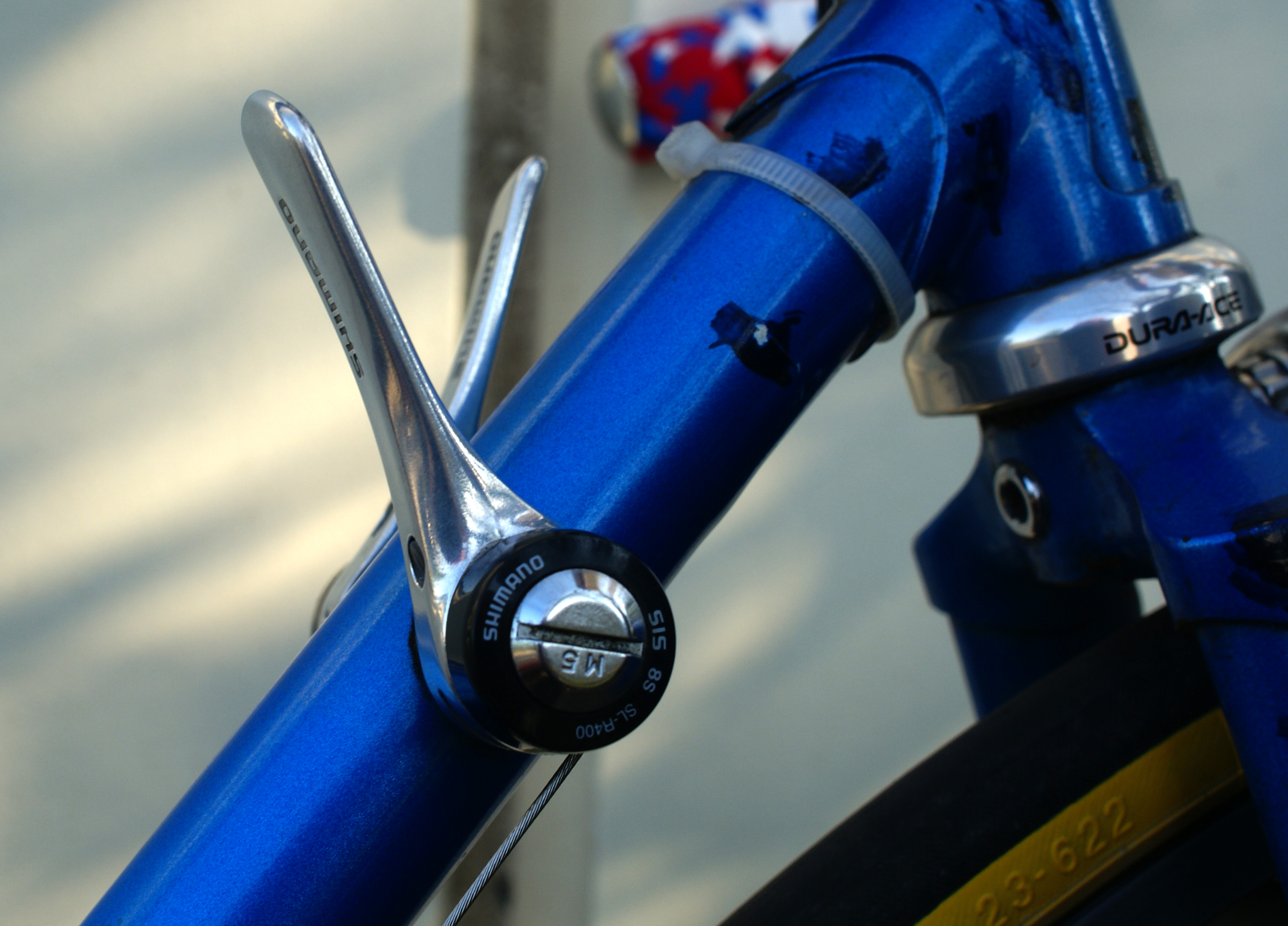
Vecchio cambio a manettini

Nel settore della bicicletta, il manettino veniva principalmente usato per il comando del cambio delle biciclette, un tempo situato sul tubo obliquo della bicicletta a cui era fissato mediante un'apposita fascetta o con delle viti direttamente al telaio su dei supporti appositamente saldati. Costituiti da levette lunghe pochi centimetri, in genere di alluminio, il manettino destro comandava mediante un cavo in acciaio il deragliatore posteriore, mentre quello sinistro, quando presente, il deragliatore anteriore.
Nell'ultimo periodo di produzione furono costruiti dei manettini indicizzati, provvisti cioè di alcuni scatti, ognuno dei quali corrispondeva ad un rapporto su cui si voleva far passare la catena, preludio ai comandi ergopower che sfruttano questo medesimo principio e che sono tuttavia posizionati sui comandi freno delle bici da corsa.
Successivamente nelle bici da passeggio vennero sostituiti da una loro variante, la leva indicizzata (quasi sempre munita di conta marce) e solo in rari casi del tipo a frizione, la quale non è posta sulla canna del telaio, ma sul manubrio; anche questa variante è ormai completamente scomparsa, soppiantata da comandi cambio a scatto posizionati a manubrio.
Nelle competizioni ciclistiche sono usati molto raramente nelle cronoscalate, in quanto consentono un piccolo risparmio di peso rispetto ai comandi integrati con le leve freno.

## Automobilismo

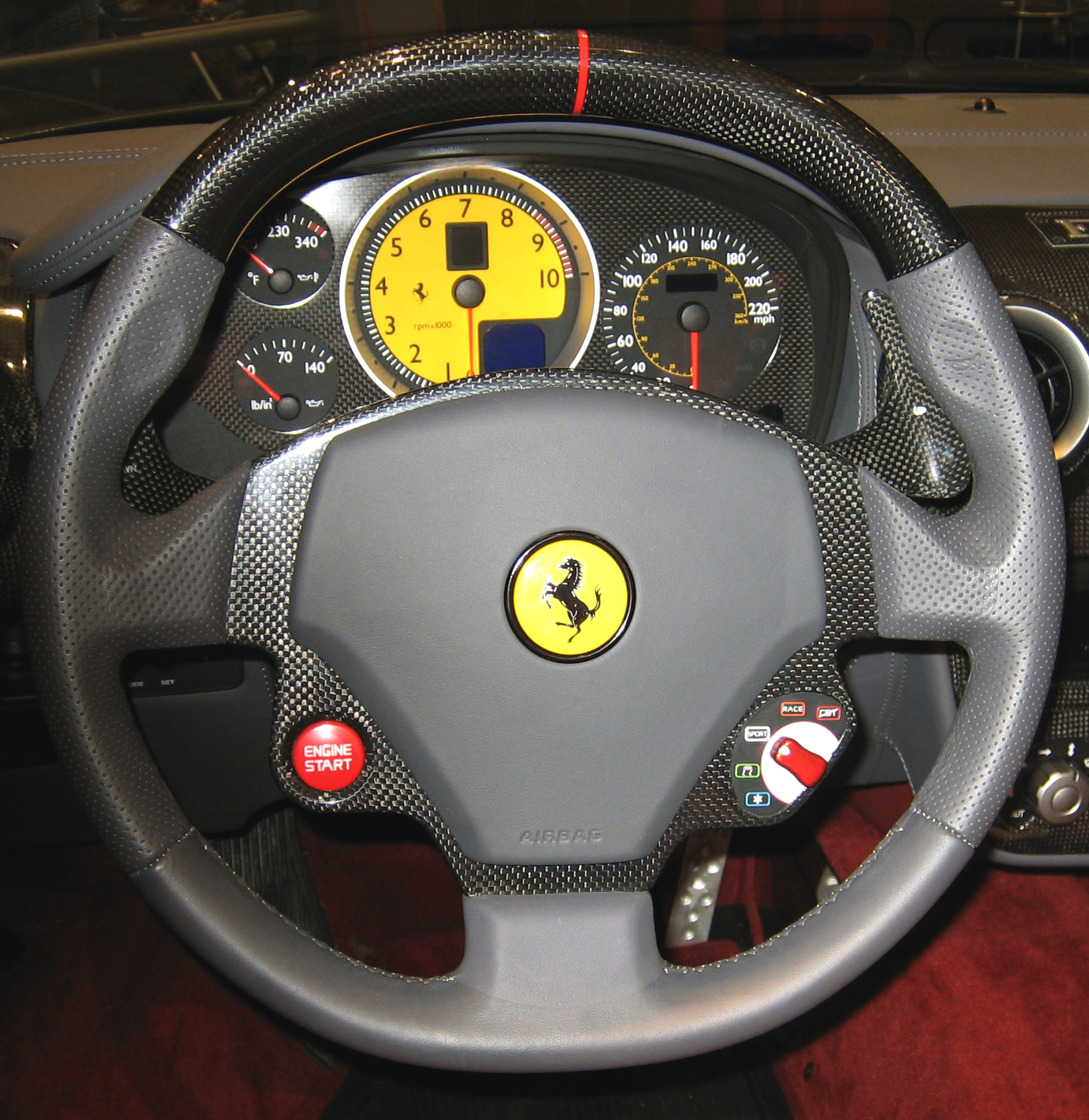
Il manettino della Ferrari F430.

Oggi questo termine è anche usato per indicare dei selettori montati sui volanti delle vetture della Formula 1 (ma anche di altre competizioni e stradali), che consentono al pilota di modificare l'assetto del veicolo o i controlli sulla stabilità e la trazione.
Un famoso manettino di questo genere è quello montato sul volante della Ferrari F430 e successive, nonché quello adottato dalla Alfa Romeo con il sistema di controllo DNA.